# Júlio César Soares Espíndola
Júlio César Soares de Espíndola,  bedre kendt som Júlio César, (født 3. september 1979) er en brasiliensk fodboldspiller der spiller for Flamengo i sit hjemland.

## Karriere
Han har tidligere spillet for italienske FC Internazionale Milano og SL Benfica i Portugal. Han har desuden spillet hele 87 kampe for det brasilianske landshold, som han debuterede for tilbage i 2004. Han repræsenterede sit land ved både VM i 2010 i Sydafrika samt VM i 2014 på hjemmebane.